# Бемон (Ен)
Бемон (фр. Besmont) насеље је и општина у североисточној Француској у региону Пикардија, у департману Ен (Пикардија) која припада префектури Вервен.
По подацима из 2011. године у општини је живело 155 становника, а густина насељености је износила 9,77 становника/km². Општина се простире на површини од 15,86 km². Налази се на средњој надморској висини од 202 метара (максималној 245 m, а минималној 165 m).

## Демографија
| 1962. | 1968. | 1975. | 1982. | 1990. | 1999. | 2011. |
| ----- | ----- | ----- | ----- | ----- | ----- | ----- |
| 173   | 216   | 180   | 158   | 165   | 146   | 155   |

График промене броја становника у току последњих година